# Partido Radical Doctrinario
Partido Radical Doctrinario fue un partido político chileno formado el 25 de noviembre de 1948, cuando el Partido Radical (PR) tuvo otro quiebre interno a raíz de la discusión ideológica por la postura anticomunista que adoptó parte del tronco central.

## Historia
Por un alcance de nombre, el Partido Radical Doctrinario lleva la misma denominación de una facción derechista del PR que en 1938 negó su apoyo al candidato presidencial Pedro Aguirre Cerda para respaldar al liberal Gustavo Ross. Esta pequeña colectividad, conocida entre sus detractores como "Radical Eucarístico", no tiene ninguna relación con la aparecida en la década de 1940.
El grupo fundador del Partido Radical Doctrinario, constituido el 25 de noviembre de 1948, estuvo liderado por los senadores Gustavo Jirón y Rudecindo Ortega, quienes se negaron a apoyar la Ley de Defensa Permanente de la Democracia promovida por el presidente Gabriel González Videla, que implicaba la eliminación del Partido Comunista de Chile de la vida pública nacional. Para ellos, esta ley era "contraria a los principios del radicalismo".
En las elecciones legislativas de 1949 no logró representación parlamentaria, pero en las de 1953 logró 3 diputados. En la elección presidencial de 1952 apoyó la candidatura presidencial de Carlos Ibáñez del Campo. En marzo de 1956 ingresó a la Federación Nacional Popular (FENAPO).
Tras su paso por el gobierno de Ibáñez, el partido se sumó al Frente de Acción Popular (FRAP), haciendo pacto con varias fuerzas de izquierda. En las elecciones parlamentarias de 1957, el Partido Radical Doctrinario consiguió 17.882 votos, sin obtener diputados ni senadores. Postuló a Rudecindo Ortega como precandidato para la elección presidencial de 1958, pero tras perder en la votación interna terminó respaldando al socialista Salvador Allende. En septiembre del mismo año se anunció la fusión del Partido Radical Doctrinario con el Partido Socialista Independiente.
Cierto sector liderado por Arturo Olavarría se opuso a la integración al FRAP y se unió primero a la Federación Nacional Popular y luego a la Alianza de Partidos y Fuerzas Populares, siendo esta última de orientación centroderechista. Antes de las elecciones parlamentarias de 1961, una pequeña facción de este grupo decidió reunirse con el Partido Democrático, el Partido Nacional Popular y otros movimientos políticos para formar el Partido Democrático Nacional (Padena).
El tronco central del partido siguió vinculado al FRAP, continuando con su existencia a pesar de no tener representación parlamentaria. El Partido Radical Doctrinario fue disuelto oficialmente en el año 1964.

## Resultados electorales

### Elecciones parlamentarias
|  | 0,97 % |

|  | 3,44 % |

|  | 2,30 % |

|  | 0,36 % |

### Elecciones municipales
| Elección | Votos  | % de votos      | Regidores |
| -------- | ------ | --------------- | --------- |
| 1960     | 2249   | \| \| 0,19 % \| | 0/1558    |
|          | 0,19 % |                 |           |